# Kongsberg
|  | No s'ha de confondre amb Königsberg. |

Kongsberg ( ? i  escolteu-ne la pronunciació en noruec) és un municipi situat al comtat de Buskerud, Noruega. Té 27.013 habitants (2016) i té una superfície de 793 km². El centre administratiu del municipi és el poble homònim.
La ciutat fou fundada el 1624 amb el nom Konings Bierg pel rei danès-noruec Cristià IV, com a comunitat minera. El poble es va establir com a municipi de l'1 de gener de 1838. Els municipis rurals d'Ytre Sandsvær i Øvre Sandsvær es van fusionar amb el municipi de Kongsberg el 1964.
Avui en dia, la ciutat de Kongsberg potser és més coneguda per ser la llar de la indústria armamentística més gran de Noruega, Kongsberg Gruppen, anteriorment anomenada Kongsberg Vapenfabrik.

## Etimologia
El nom de Konings Bierg, una forma moderna de Kongsberg, es basa en els següents dos elements: el cas genitiu de konge que significa "rei" (en referència al rei Cristià IV) i Berg, que significa "muntanya".

## Història

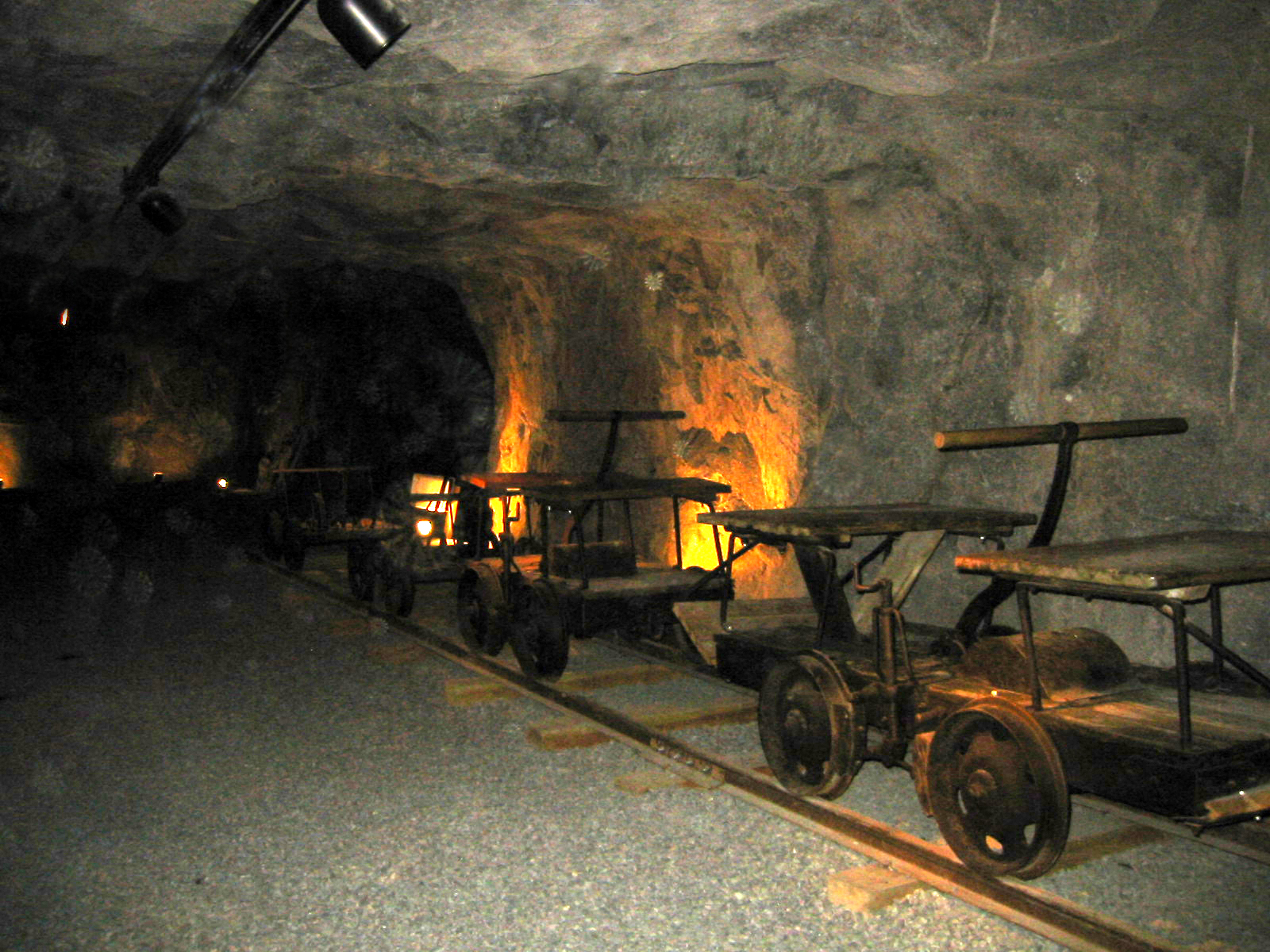
Una de les mines de Kongsberg.

Kongsberg és especialment coneguda per les seves antigues mines de plata, de les quals se'n van extreure unes 1.350 tones de plata. Les mines van estar en funcionament des del descobriment del mineral de plata el 1623, fins l'últim any de mineria, el 1957. El 1770, les mines fan servir uns 4.000 treballadors, i Kongsberg era la segona ciutat més gran de Noruega, després de Bergen (i per tant més gran que el capital actual, Oslo).
Després de diversos anys durs amb una reduïda extracció de plata de les mines, la guerra entre el 1807 i el 1814 i un gran incendi sever el 1810 que va destruir 56 cases del costat oest, el govern va decidir establir-hi una indústria de defensa el 1814. Durant els temps de pau, la indústria de defensa va evolucionar gradualment en molts altres tipus d'activitats d'alta tecnologia.

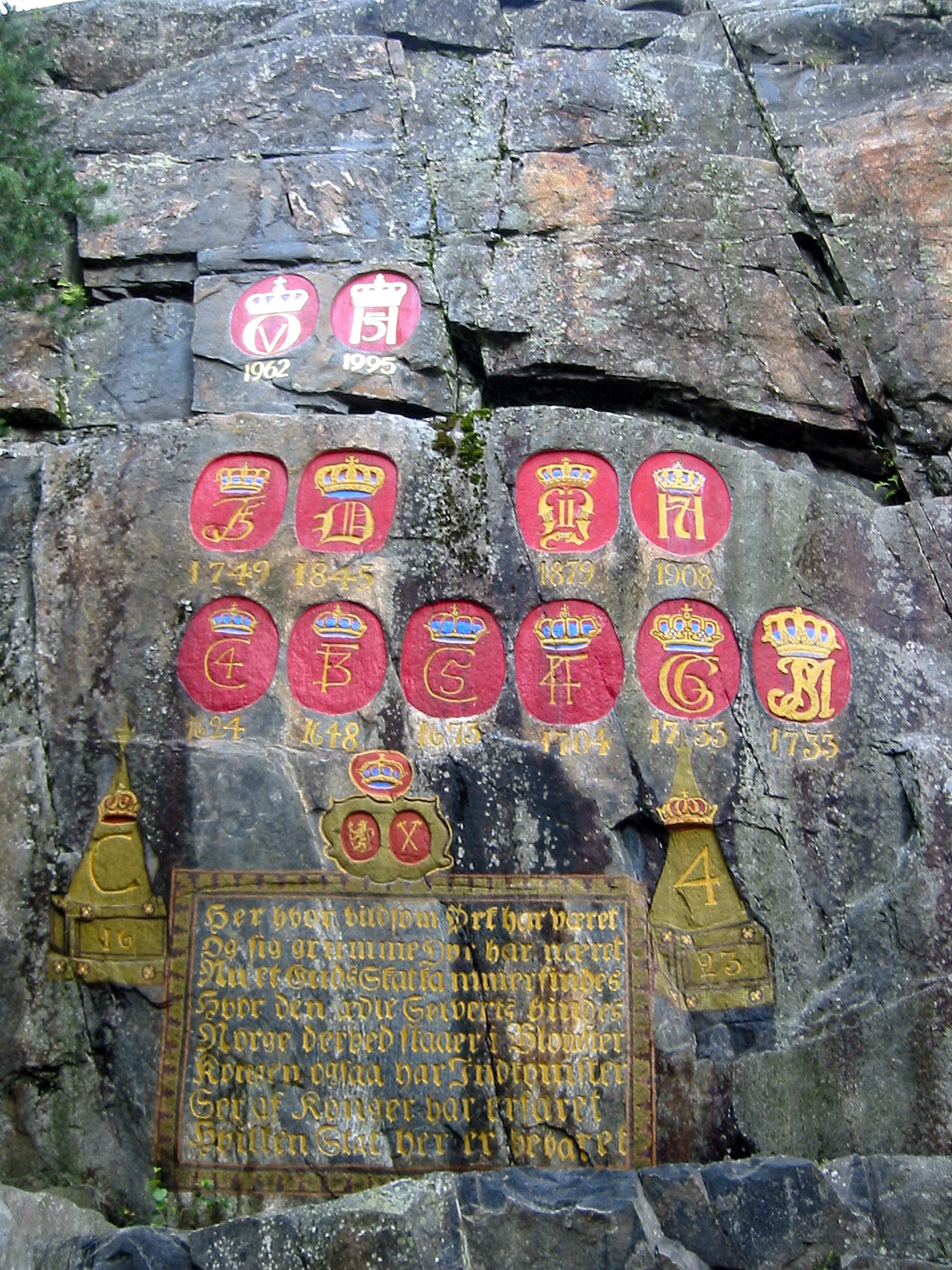
Les corones de Håvet.

El 1987, però, l'estatal Kongsberg Vapenfabrik (en català: Fàbrica d'Armes de Kongsberg) va patir una gran crisi financera, així com diverses acusacions de violació de les normes del CoCom amb la venda de tecnologia sensible al bloc soviètic. Com a resultat d'això, l'empresa es va dividir en diverses de més petites i en part fou venuda a inversors privats. Avui en dia, les empreses independents prosperen com un dels principals grups industrials d'alta tecnologia de Noruega, centrat en la defensa i la companyia marítima Kongsberg Gruppen que cotitza a la Borsa d'Oslo.
Kongsberg també és la llar de la Casa de la Moneda de Noruega (en noruec: Det Norske Myntverket), que encunya monedes de Noruega i també produeix monedes de col·lecció per a altres països com Israel. Va ser establerta el 1686.

### Escut d'armes

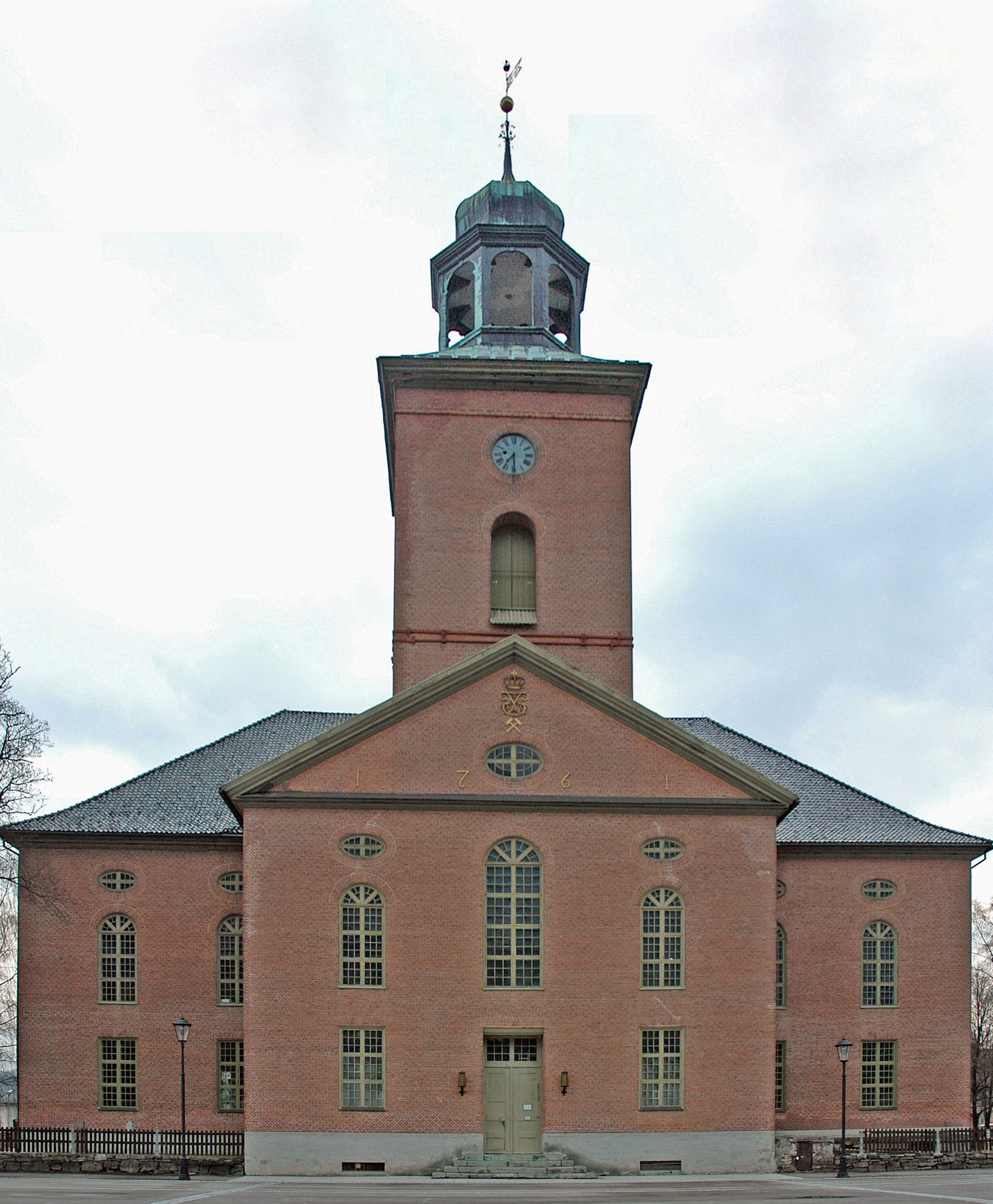
Església de Kongsberg.

L'escut d'armes és modern i va ser dissenyat per Hallvard Tretteberg. Se'ls hi va concedir el 25 d'agost de 1972. Es basa en el vell segell de la ciutat des del 1689, que mostra al déu romà Janus vestit com un emperador (per representar el rei); l'espasa i la balança representen la justícia. El color verd representa els boscos, la plata representa les muntanyes, i l'or representa la riquesa.

## Geografia
El municipi de Kongsberg limita amb Flesberg al nord; amb Øvre Eiker i Hof a l'est; amb Lardal, Siljan, i Skien al sud i amb Sauherad i Notodden a l'oest. D'aquests, els dos primers es troben al comtat de Buskerud com Kongsberg, mentre que Hof i Lardal es troben a Vestfold, i els altres es troben a Telemark. La ciutat està dividida pel riu Numedalslågen.

### Clima
| Dades climàtiques a Kongsberg      | Dades climàtiques a Kongsberg | Dades climàtiques a Kongsberg | Dades climàtiques a Kongsberg | Dades climàtiques a Kongsberg | Dades climàtiques a Kongsberg | Dades climàtiques a Kongsberg | Dades climàtiques a Kongsberg | Dades climàtiques a Kongsberg | Dades climàtiques a Kongsberg | Dades climàtiques a Kongsberg | Dades climàtiques a Kongsberg | Dades climàtiques a Kongsberg | Dades climàtiques a Kongsberg |
| Mes                                | gen                           | febr                          | març                          | abr                           | maig                          | juny                          | jul                           | ag                            | set                           | oct                           | nov                           | des                           | anual                         |
| ---------------------------------- | ----------------------------- | ----------------------------- | ----------------------------- | ----------------------------- | ----------------------------- | ----------------------------- | ----------------------------- | ----------------------------- | ----------------------------- | ----------------------------- | ----------------------------- | ----------------------------- | ----------------------------- |
| Mitjana diària °C (°F)             | −6.5 (20.3)                   | −5.5 (22.1)                   | −1.0 (30.2)                   | 3.7 (38.7)                    | 9.8 (49.6)                    | 14.5 (58.1)                   | 15.6 (60.1)                   | 14.3 (57.7)                   | 9.8 (49.6)                    | 5.2 (41.4)                    | −1.1 (30)                     | −5.2 (22.6)                   | 4.5 (40.1)                    |
| Precipitació mitjana mm (polzades) | 57 (2.24)                     | 40 (1.57)                     | 46 (1.81)                     | 42 (1.65)                     | 62 (2.44)                     | 68 (2.68)                     | 84 (3.31)                     | 93 (3.66)                     | 93 (3.66)                     | 100 (3.94)                    | 78 (3.07)                     | 57 (2.24)                     | 820 (32.28)                   |
| Percentage d'hores de sol          | 7.8                           | 10.0                          | 12.6                          | 15.4                          | 18.2                          | 20.1                          | 19.0                          | 16.3                          | 13.5                          | 10.8                          | 8.4                           | 7.1                           | 13.3                          |
| Font: Weatherbase                  |                               |                               |                               |                               |                               |                               |                               |                               |                               |                               |                               |                               |                               |

## Transports

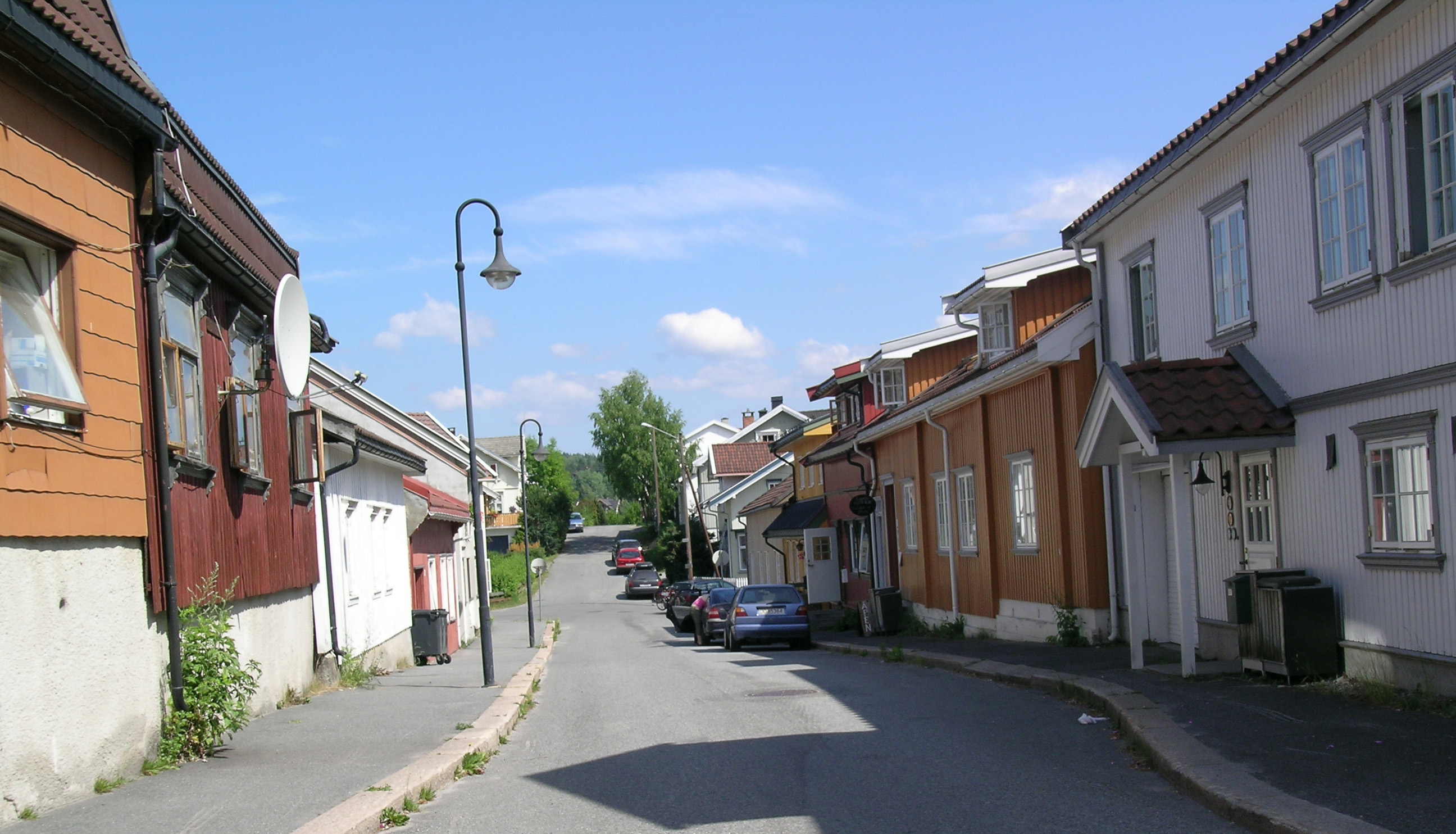
El carrer de Møller, Kongsberg.

Les carreteres principals són l'E134, creuant Kongsberg d'est a oest (i connectat a l'E18 cap a Oslo), Noruega i la carretera nacional 40 (Riksvei 40), en direcció nord a sud. La línia ferroviària de Sørlandsbanen es deté a l'estació de Kongsberg, amb connexió amb les línies d'autobusos locals i regionals.

## Fills il·lustres
- Maurits Hansen (1794-1842) - periodista i novel·lista.

- Christian Sinding (1856–1941) - compositor i pianista.
- Otto Sinding (1842–1909) - pintor.
- Morten Harket (1959—) - vocalista del grup musical A-ha.￼
- Stephan Sinding (1846–1922) - escultor.

## Ciutats agermanades
Kongsberg manté una relació d'agermanament amb les següents localitats:
- - Chitose, Hokkaidō, Japó
- - Espoo, Etelä-Suomi, Finlàndia
- - Gouda, Holanda del Sud, Països Baixos
- - Kristianstad, Comtat de Skåne, Suècia
- - Køge, Regió de Selàndia, Dinamarca
- - Red Wing, Minnesota, Estats Units d'Amèrica
- - Skagafjörður, Islàndia